# Mona León Siminiani
Mónica León Siminiani (Santander, 1974), conocida como Mona León Siminiani es una creadora, directora, guionista, realizadora, locutora, actriz, presentadora y productora española.
Pionera del pódcast en España, desde 2013 ha creado, dirigido y producido algunos de los podcasts más influyentes del true crime y la ficción sonora en español. Sus proyectos tienen un sello propio muy personal conocido por su atención al detalle, el cuidado en los guiones, interpretaciones de los actores y un diseño sonoro envolvente de narrativa y factura cinematográficas, además de la introducción de su voz, muy reconocible para el oyente.
Es conocida entre otros proyectos por el programa radiofónico y podcast Negra y criminal, del que es también presentadora, que desarrolló entre 2015 y 2019 para Cadena SER y Podium Podcast durante cinco temporadas. En él, los casos criminales de true crime se alternan con adaptaciones de clásicos del terror, la intriga, el suspense y el thriller psicológico en un trabajo novedoso que aúna el rigor investigativo con la creación de un universo sugerente y cautivador a través de un poderoso uso de la imaginación y de todos sus recursos auditivos.
En 2019, crea su productora Formidable Factory La Sonora. 
En 2020, Negra y criminal continuó su andadura en la plataforma Audible bajo el nombre de ¿Hablas Miedo?, donde sigue cosechando una excelente acogida por parte de la oyentes.
También en Audible, Mona ha creado, dirigido y producido audioseries de diferentes tonos como Muy de Sherlock Holmes (desde 2021), con estreno de su tercera temporada en mayo de 2025, protagonizada por Pepe Viyuela y Enrique Martínez y Premio Podcast Days 2024 a Mejor Ficción Sonora o Jodidísimas, comedia dramática y audioserie de 8 capítulos con guion inédito y en exclusiva de María Dueñas protagonizada por Lolita Flores (ganadora del Premio Ondas Globales del Podcast 2022 a mejor interpretación ex aequo), Cayetana Guillén Cuervo, Anne Igartiburu, Alberto Ammann, Mariola Fuentes, Luz Cipriota, Carlos Scholz, Mabel del Pozo, etc. 
Entre 2015 y 2019, Mona creó, desarrolló, dirigió y produjo varios proyectos para Cadena SER y Podium Podcast: Una novela criminal, adaptación a podcast de la novela homónima de Jorge Volpi ganadora del Premio Algafuara 2018 con más de 40 actores; Las cronoficciones de SER Historia; los cuentos de Navidad de la Cadena SER Mujercitas  en 2018, adaptada por María Dueñas con Belén Rueda, Macarena García, Adriana Ozores, Maggie Civantos, Martiño Rivas y Primitivo Rojas entre otros y La gran familia  en 2017 con Imanol Arias, Adriana Ozores, José Sacristán, Nancho Novo, Luis Callejo, José Luis García Pérez entre muchos más.
En 2021 dirige el radioteatro Teatro Berlanga para la Filmoteca Española con motivo del centenario del director español Luis García Berlanga. Sobre una dramaturgia de Bernardo Sánchez, Teatro Berlanga está protagonizado por Pepe Viyuela, Nacho Marraco y Mabel del Pozo.
Además de las nombradas, ha colaborado con numerosas personalidades como César Pérez Gellida, autor de 'Adefesio', un relato en exclusiva para Negra y Criminal  o María Dueñas, y actores como los nombrados, además de Pedro Casablanc, Ginés García Millán o Goizalde Núñez. Entre 2017 y 2019 fue también colaboradora de Carles Francino Murgades en el programa La ventana con la sección semanal ¿Quién dijo Miedo?. Anteriormente, en 2013, había creado el formato de piezas Extra Fantástica  para Radio 3 Extra (Radio Nacional de España, un proto-podcast cuando aún no se conocía el término podcast en España. Se trataba de piezas cortas bisemanales de tonos y temáticas dispares de una "lógica dislógica". La elaboración y locución corren íntegramente a su cargo.
En sus trabajos, combina periodismo con ficción sonora, introducciones que invitan a la reflexión y un diseño sonoro envolvente de narrativa y factura muy cinematográficas que logran que cada historia se convierta en una experiencia inmersiva sonora. Su participación en las ficciones sonoras como la voz interior del/la protagonista es uno de sus rasgos de estilo más reconocibles y distintivo de su particular manera de hacer y entender el género. Es hermana del director de cine Elías León Siminiani.

## Trayectoria anterior
Licencia en Periodismo por la Universidad Pontificia de Salamanca y Máster de Radio Nacional de España / Universidad Complutense, estudió también guion avanzado en la Escuela Internacional de Cine y Televisión EICTV de San Antonio de los Baños, Cuba. Entre 2004 y 2007 cursó estudios de interpretación y dirección de actores con el maestro Fernando Piernas.
Se inició en la radio en RNE como preparadora de entrevistas para Carlos Herrera en Radio 1 y en Radio 3 como guionista, locutora y realizadora en los programas Videodrome, Siglo 21, La ciudad invisible, El ojo de Ya Ve junto con Federico Volpini, Satelitrés, Mundo Babel y El séptimo vicio. En 2000 participó junto a Carlos Faraco en el diseño y producción del serial Cuando Juan y Tula fueron a Siritinga como argumentista y directora de actores. 
Entre 2004 y 2013, alternó trabajos en diferentes ámbitos. Fue guionista de varios cortometrajes y programas televisivos además de guionista habitual de los canales Calle 13 y SyFy de NBC Universal. Entre 2006 y 2010 fue también la locutora institucional de SyFy España. Durante estos años trabajó asimismo en Colombia como creadora de biblias de series televisivas para RCN y Caracol TV. 
Imparte clases en diversos másteres de radio (Universidad Carlos III, COPE, etc.) además de talleres, charlas, conferencias, y festivales. Ha impartido clases en La Casa Encendida, Universidad Europea, etc. Es la voz de varias campañas publicitarias como EDP (La Despensa, 2017), Renfe (Contrapunto/BBDO, 2006) o Banco Santander (Lee Films International, 2008) entre otras. Es también la narradora de 11 tiros, serie documental sobre fútbol y crimen producida por Beta Spain para HBO Max, 2022.